# Gudō Wafu Nishijima
Pour les articles homonymes, voir Nishijima.
Nishijima Kazuo, en religion Gudō Wafu Nishijima (西嶋愚道和夫, Nishijima Gudō Wafu), né le 29 novembre 1919 à Yokohama, et mort le 28 janvier 2014,, est un bonze et enseignant bouddhiste zen japonais.

## Biographie
Très jeune, il découvre, à travers la pratique de l'athlétisme, l'importance de l'équilibre intérieur. À 16 ans, il lit le Shōbōgenzō de Dōgen, et s'étonne de ne pouvoir comprendre un livre pourtant écrit en japonais. En octobre 1940, à l'âge de 21 ans, il participe à une première retraite au temple de Daichūji sous la direction du maître zen Kodo Sawaki (Sawaki Kōdō) (1888-1965), dont il suivra les enseignements jusqu'à la mort de ce dernier.
En 1946, Nishijima sort diplômé de l'école de droit de l'Université de Tokyo et entame une carrière dans la finance. Au décès de Kodo Sawaki, suivant la tradition zen, il cherche un maître qui lui confèrera l'ordination de moine. Il choisit alors un de ses aînés, qu'il a connu au lycée de Shizuoka quatorze ans auparavant, Zuigaku Renpō Niwa Zenji, qui sera par la suite le supérieur général de l'école Sōtō et le soixante-dix septième abbé du monastère d'Eihei-ji. En 1973, Niwa l'ordonne moine zen, avant de lui transmettre, en 1977, lui transmet le shiho, le reconnaissant ainsi formellement comme un de ses successeurs. À propos de son ordination, Nishijima déclare: « Je suis devenu bonze tard dans ma vie, et comme j'ai mis du temps à trouver ma véritable vocation, j'ai pris le nom de Gudô lors de mon ordination. GU signifie « raide » ou « stupide », DÔ, « la vérité » ou « la voie » . Même quelqu'un de stupide peut trouver la vérité. »
Parallèlement à cela, Nishijima poursuivit sa carrière professionnelle jusqu'en 1979, date à laquelle il prend sa retraite.
Au cours des années 1960, Nishijima commence à donner régulièrement des conférences publiques sur le bouddhisme et la méditation zen. À partir des années 1980, certaines de ces conférences sont en anglais, ce qui attire vers lui un certain nombre d'étudiants étrangers, dont l'Américain Brad Warner. En France, une partie de ses étudiants se regroupent au sein du Dogen Sangha. D'autre part, Nishijima a tenu à transmettre le Shihō en 2001 à l'enseignant et auteur français Éric Rommeluère, considérant, sur la base de leurs échanges à propos du Shōbōgenzō qu'il était digne d'être son successeur dans le Dharma. Il fait de même avec, entre autres, son disciple Mike Cross qui collabore avec lui sur plusieurs projets de traduction.
En 1979, il prend sa retraite et quitte la Japan Securities Finance Co, dont il était l'un des directeurs depuis 1950. Toutefois, il reprend alors du service dans la finance et devient conseiller de l'entreprise de cosmétiques Ida Ryōgokudō qu'il aide à se redresser. Pour le remercier, ses dirigeants mettent à sa disposition un bâtiment dans lequel établir un dojo, à Ichikawa aux environs de Tōkyō,. C'est de là que, durant de nombreuses années — jusqu'à la fermeture du dojo en 2005 — Nishijima transmettra son enseignement, qui repose sur deux aspects essentiels: l'interprétation du Shōbōgenzō, et l'équilibre du système nerveux autonome, induit par la pratique de zazen.
Il s'intéresse également au dialogue inter-religieux, ce qui l'amène à publier notamment des articles dans la revue (en) Buddhist-Christian Studies,.
Nishijima est l'auteur de plusieurs livres en japonais et en anglais. Son grand œuvre reste cependant sa traduction en japonais moderne et en treize volumes du Kana Shōbōgenzō en 95 fascicules de maître Dōgen, traduction augmentée des propres commentaires de Nishijima. En collaboration avec son élève anglais Mike Cross, il a publié une version en anglais de cette traduction en japonais. Cette traduction en anglais est considérée, notamment par des universitaires spécialistes de Dogen comme Steven Heine (en), comme l'une des plus fidèles de cet ouvrage. Il a aussi travaillé à une traduction anglaise avec commentaires du Shinji Shōbōgenzō, un recueil de 300 kôans réunis et commentés par Dôgen, ainsi qu'à la traduction avec commentaires d'un ouvrage fondamental du bouddhisme Mâhayâna, les Versets fondamentaux de la Voie du Milieu (Mūlamadhyamakakārikā) de Nāgārjuna.

## Pensée

### Trois philosophies et une réalité
À partir de son étude du Shōbōgenzō, Nishijima a développé une théorie appelée « trois philosophies et une réalité », qui présente son interprétation spécifique des Quatre Nobles Vérités tout en expliquant la structure de l'œuvre de Dōgen. Selon Nishijima, Dōgen a soigneusement construit son Shōbōgenzō sur une structure quadripartite, où chaque problème est décrit selon quatre différentes perspectives. La première est « idéaliste, abstraite, spirituelle et subjective » ; Nishijima dit qu'il s'agit là de l'interprétation correcte de la Première Noble Vérité, (généralement appelée dukkha). La seconde perspective est « concrète, matérialiste, scientifique et objective » (généralement appelée samudaya). La troisième perspective est décrite comme intégration des deux premières, ce qui produit une synthèse « réaliste » (généralement appelée nirodha). La quatrième perspective est la réalité elle-même, dont Nishijima soutient qu'elle ne peut être décrite ni philosophiquement ni en mots, mais que Dōgen tente de suggérer par la poésie et le symbolisme. Dans le bouddhisme, on parle généralement pour la Quatrième Vérité, de Noble Octuple Sentier.

### LeShōbōgenzō
Dans son œuvre, maître Dōgen traite de l'herméneutique du temps, mentionne les « innombrables expansions et contractions de l'Univers », la structure atomique des choses. Il mentionne surtout, dans le chapitre intitulé Genjō kōan, le fait que « avant d'étudier, les montagnes ne sont que des montagnes, et les fleuves que des fleuves. Après avoir commencé à étudier, les montagnes ne sont plus des montagnes et les fleuves ne sont plus des fleuves » (c'est-à-dire qu'ils tendent à se réduire aux éléments qui les constituent et les font exister). « Une fois l'étude complétée, les montagnes sont à nouveau des montagnes, et les fleuves à nouveau des fleuves » (c'est-à-dire qu'ils ne se réduisent pas à une somme d'éléments).

### L'équilibre du système nerveux
C'est sa curiosité pour l'aspect éminemment pratique du bouddhisme qui a amené Nishijima à s'interroger sur le système nerveux autonome. En bref, lorsque le système nerveux sympathique, qui conditionne les réactions d'agressivité, et le système nerveux parasympathique, qui conditionne les réactions de fuite et de passivité, sont en équilibre, nous fonctionnons alors à notre optimum. C'est cet état que l'on retrouve chez les musiciens, les peintres et autres artistes, ainsi que chez les sportifs de haut niveau, lorsqu'ils sont à leur meilleur. Mais surtout, c'est cet état qui est celui de zazen.

## Transmission du Dharma en Occident
Gudo Wafu Nishijima fait partie de la 90e génération des patriarches bouddhistes dans la succession du bouddha Shakyamuni, selon une lignée ininterrompue depuis 2500 ans de transmission de l'héritage spirituel du Bouddha, établie par certification du disciple par le maître. Nishijima  a ainsi reçu cette transmission dite transmission du shihô de Zuigaku Rempō Niwa Zenji (1905-1993), qui fut supérieur du temple Eihei-ji, et il l'a transmise à son tour à plusieurs Occidentaux, qui eux-mêmes ont poursuivi cette transmission en conférant le shihô à certains de leurs disciples.
Arbre (non exhaustif) des héritiers dans la lignée de Nishijima Roshi:
- Mike Chōdō Cross[10]
  - Transmet à Pierre Taigu Turlur, fondateur du sangha des Montagnes et des Nuages qui regroupe et liste un grand nombre de ses héritiers actifs[11]
- Éric Jiun Rommeluère
  - Transmet à Denkō Mesa[12]
- Jean-Marc Tenryu Bazy[13]
  - Fondateur de l’association zen "Dogen Sangha" à Lyon-Villeurbanne [14], transmet entre autres à Christian Reiyu Payen[15], Eison Boniface, Fluvio Mazzola, Laurent Rengyo Baas
- Michel Yudo Proulx[16]
- Nicole de Merkline[17]
- Brad Warner
- Jim Jundo Cohen
- Dagmar Doko Waskoenig
- Yudo Juergen Seggelke
- Ritsunen Gabriele Linnebach
- Peter Rocca
  - Transmet à Pedro Kaiten Piquero
- Michael Luetchford
- Richard Morrissey
- Gustav Ericsson
- Luis Diaz Broughton
- Jeremy Pearson

## Ouvrages de Nishijima

### Livres en anglais
- How to Practice Zazen, avec Joe Langdon, Japan Publications Trading Co, 1976, 58 p. (ISBN 978-0-870-40400-9) [lire en ligne (page consultée le 12 août 2021)]
- To Meet the Real Dragon: Seeking the Truth in a World of Chaos, avec Jeffrey Bailey, Tokyo, Windbell Publications, 1984, 226 p. (ISBN 978-0-870-40594-5) .
- A Heart to Heart. Chat on Buddhism with Old Master Gudo, collaboration et trad. James Jundo Cohen, Treeleaf Zendo Publications, 2015 [2004], 246 p. (ISBN 978-0-692-37433-7)
- Master Dogen's Shobogenzo, (Vol. 1-2-3-4), translated by  Gudo Nishijima and Chodo Cross, BookSurge Publishing, 2006
- Master Dogen's Shinji Shobogenzo: 301 Koan Stories, translated by Gudo Nishijima; Michael Luetchford and Jeremy Pearson (Eds.) Windbell Publications, 2003, v + 385 p. [lire en ligne (page consultée le 12 août 2021)]
- Fundamental Wisdom of the Middle Way: Nagarjuna's Mulamadhyamakakarika, translation and commentaries by Gudo Nishijima, Monkfish Book Publishing, 2011, 352 p.  (ISBN 978-0-983-35890-9)
- Michael Luetchford (Ed.), Three philosophies and one Reality. A collection of talks by Master Gudo Wafu Nishijima, Tokyo, Windbell Publications. Lire en ligne (Consulté le 25 novembre 2019)
- A Talk On Pursuing the Truth : A commentary on Bendowa (Ed Peter Roca /  Dogen Sangha Publications  2023 /   (ISBN 978-0-9562999-7-0) )
- Différents textes (en anglais) à lire sur terebess.hu (Consulté le 25 novembre 2019)

### Traductions en français
- Shōbōgenzō. Trésor de l’œil du vrai dharma, (trad. Erick Albouy) quatre volumes, Éditions Daisen, 2019.
- Face au vrai dragon, avec Jeffrey Bailey, (trad. Michel Proulx), Montpellier, Nanabozho, 2006.
- Quelques traductions par Éric Rommeluère sur son site Un Zen Occidental